# بهوربن
بهوربن (به انگلیسی: Bhurban) یک شهر در پاکستان است که در پنجاب واقع شده‌است.